# Quellen-Hornkraut
Das Quellen-Hornkraut (Cerastium fontanum) ist eine Pflanzenart aus der Gattung der Hornkräuter (Cerastium) innerhalb der Familie der Nelkengewächse (Caryophyllaceae). Es gibt mehrere Unterarten.

## Beschreibung des Gewöhnlichen Hornkrauts (Cerastium fontanumsubsp.vulgare)

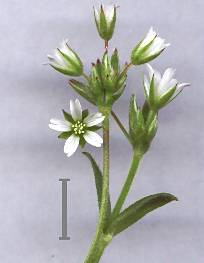
Gewöhnliches Hornkraut (Cerastium fontanum subsp. vulgare) – Blütenstand

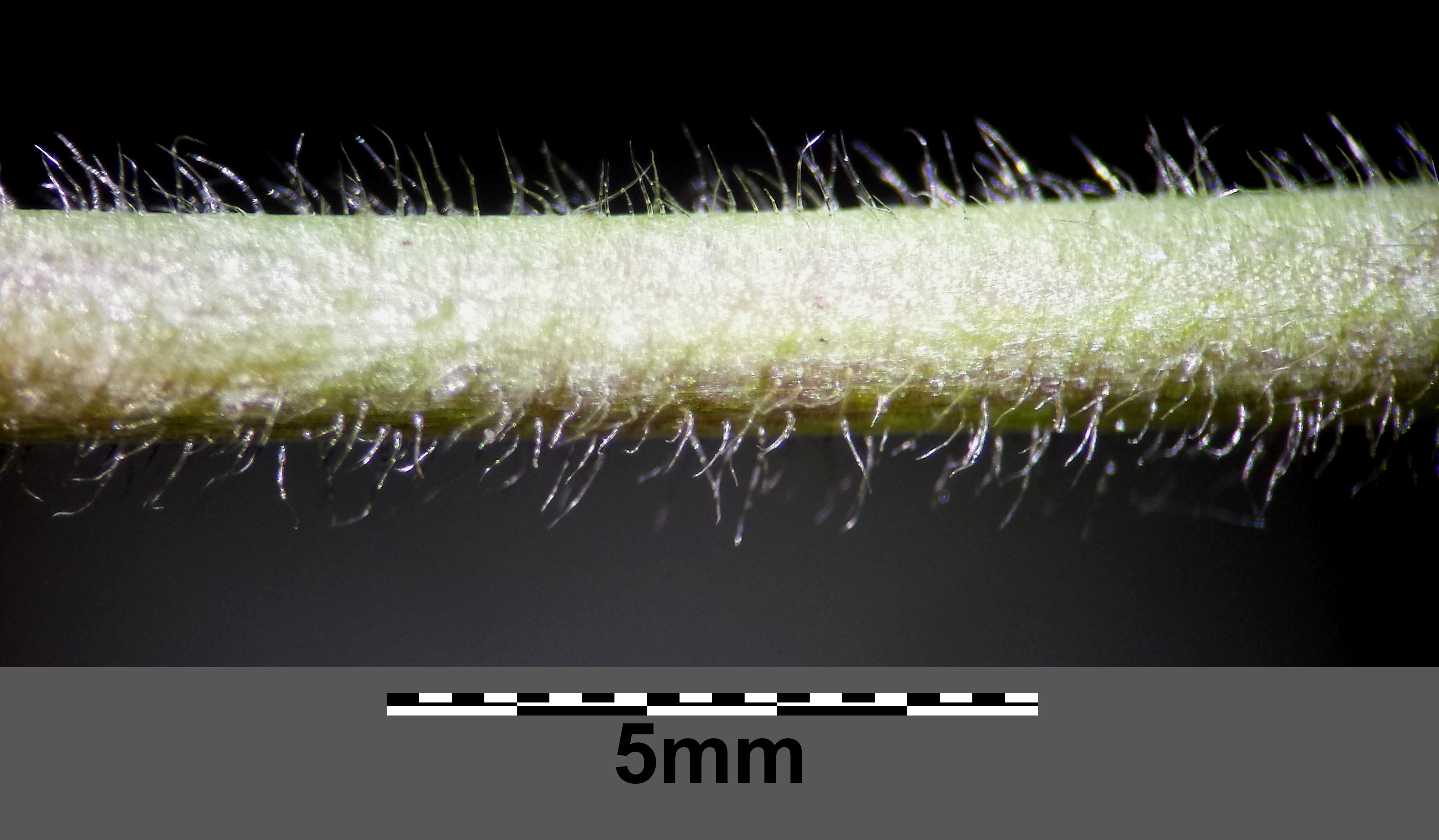
Gewöhnliches Hornkraut (Cerastium fontanum subsp. vulgare) – Der Stängel ist dicht abstehend behaart

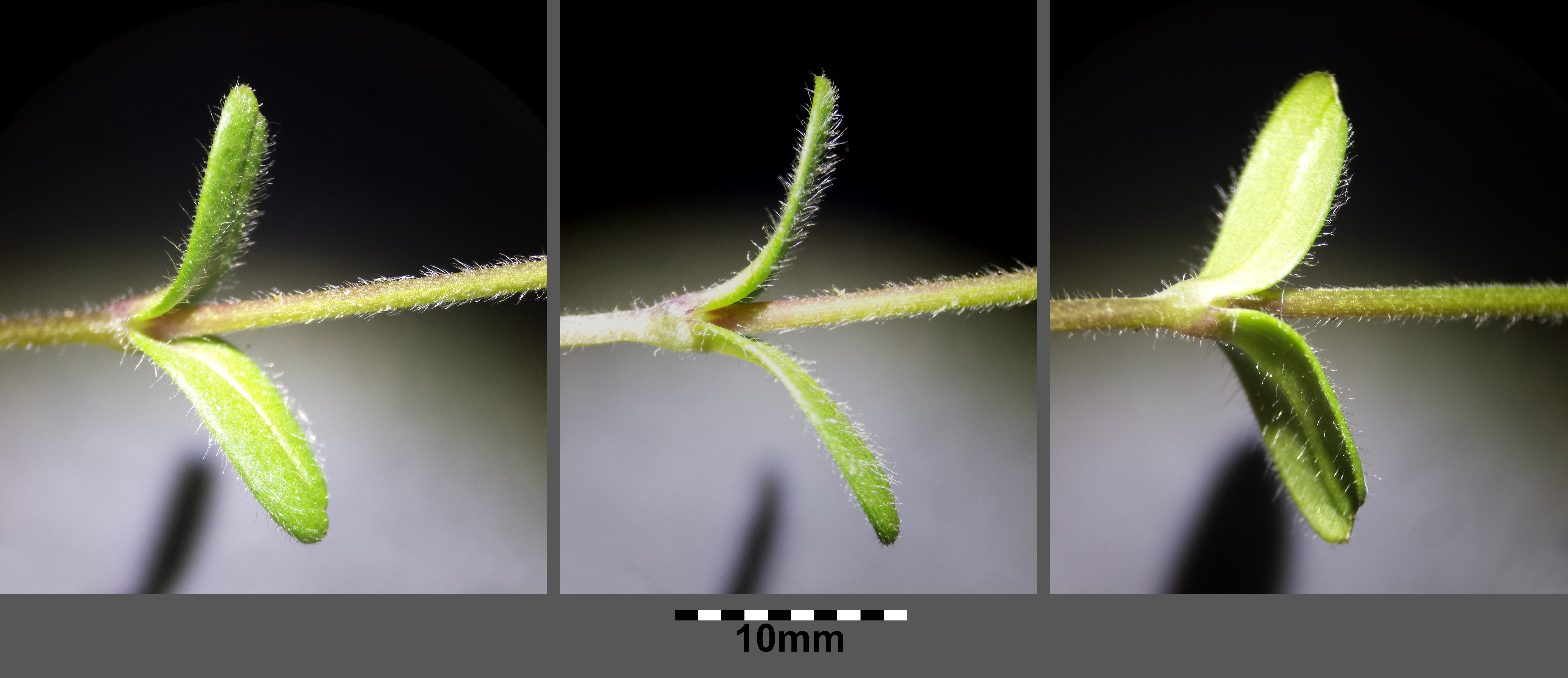
Gewöhnliches Hornkraut (Cerastium fontanum subsp. vulgare) – Stängel mit sitzenden Laubblättern

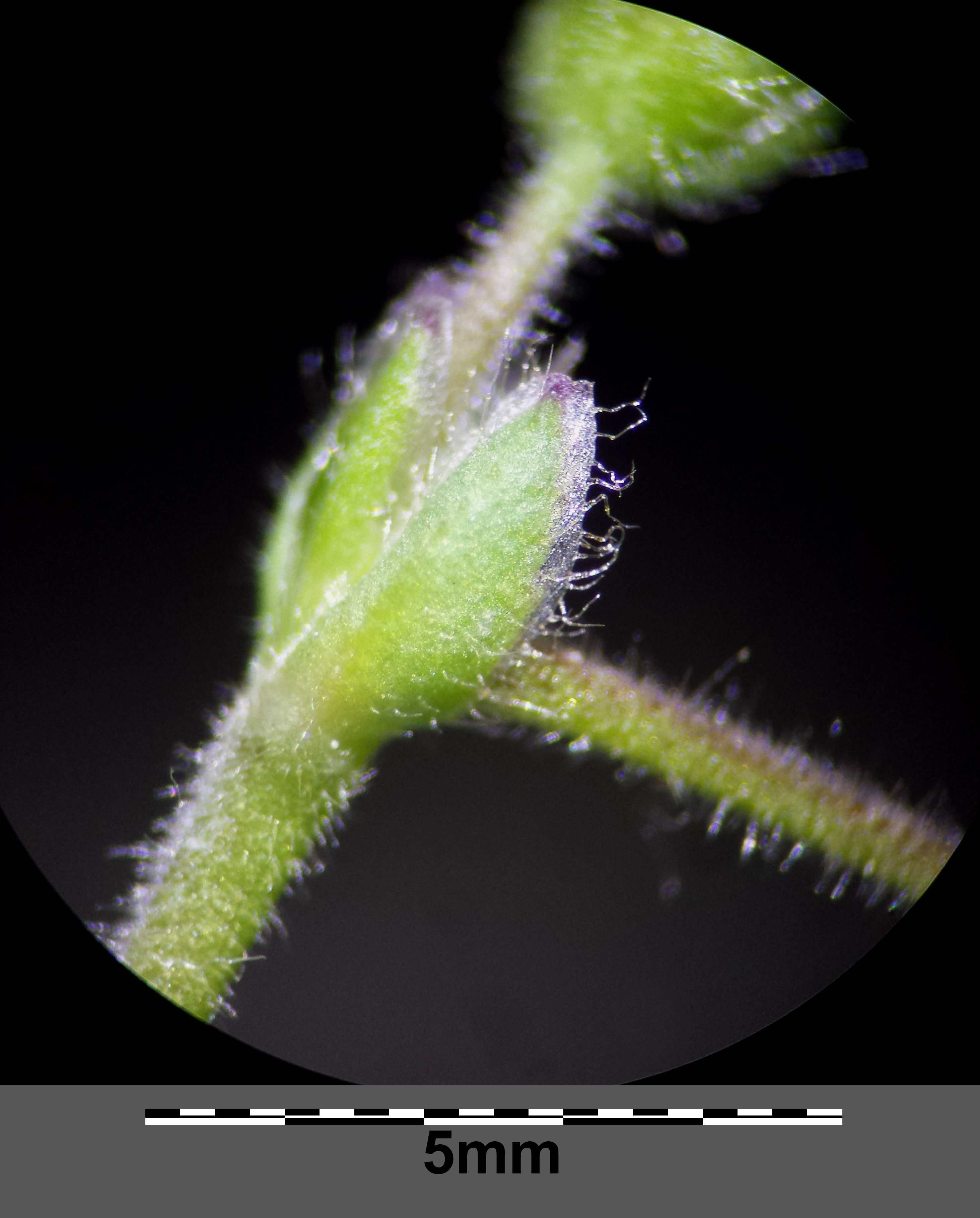
Gewöhnliches Hornkraut (Cerastium fontanum subsp. vulgare) – Zumindest die oberen Hochblätter weisen einen Hautrand auf

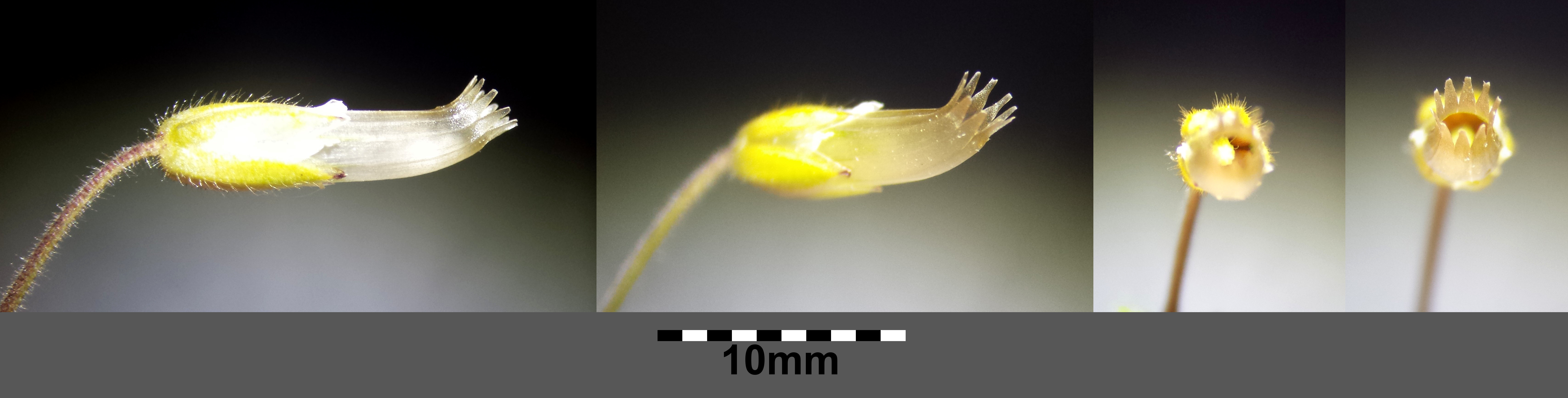
Gewöhnliches Hornkraut (Cerastium fontanum subsp. vulgare) – Die Frucht ist stark gebogen

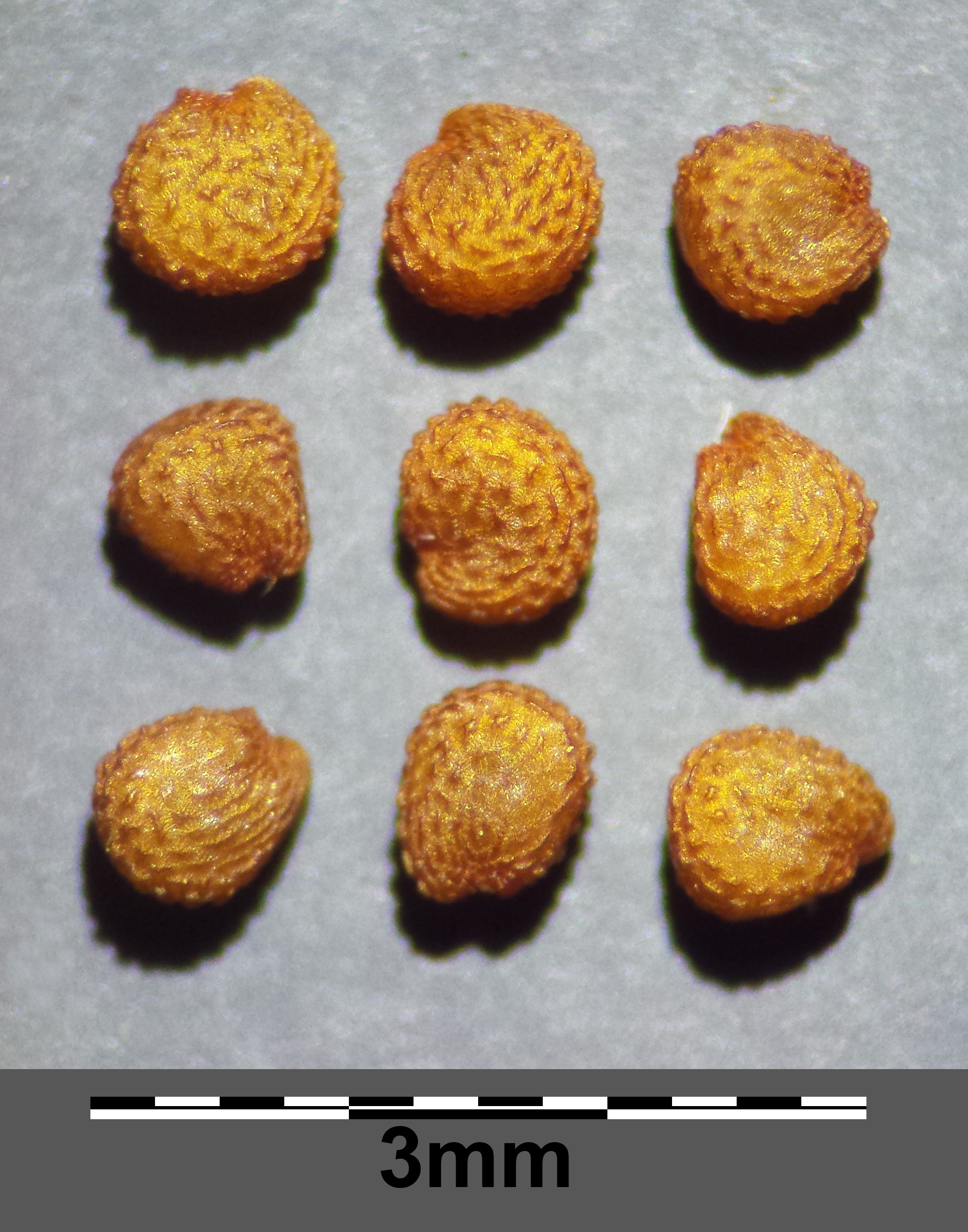
Gewöhnliches Hornkraut (Cerastium fontanum subsp. vulgare) – Samen

### Vegetative Merkmale
Das Gewöhnliche Hornkraut ist eine grün überwinternde, mehrjährige krautige Pflanze; sie erreicht Wuchshöhen von 5 bis 50 Zentimetern. Sie bildet neben einer Pfahlwurzel ein verzweigtes Wurzelwerk, aus dem sich über Wurzelsprossen oft Pflanzenballen von bis zu 40 Zentimetern Durchmesser entwickeln. Von der Basis verzweigen aufsteigende, dichtbeblätterte, mit etwa 0,5 Millimeter langen Drüsenhaaren besetzte, dunkel-grüne Stängel. Dabei sind die nichtblühenden Stängel sehr viel kürzer als die blühenden.
Die länglich-eiförmigen, stumpf zugespitzten Laubblätter sind kurz behaart und sitzen am Stängel. Die Laubblätter an den blütenlosen Stängeln sind 7 bis 25 Millimeter lang und 2 bis 10 Millimeter breit, während die Laubblätter an den blühenden Stängeln bis zu 4 Zentimeter lang und 15 Millimeter breit sind; sie sind gewöhnlich anliegend, gegenständig am Stängel angeordnet. Die unteren Laubblätter sind krautig, und die oberen weisen meist einen schmalen Hautrand auf.

### Generative Merkmale
Die Blütezeit erstreckt sich über die gesamte Vegetationsperiode von März bis Oktober. Die gedrängt kronenförmigen (trugdoldigen) Blütenstände enthalten wenige bis viele Blüten.
Die zwittrige Blüte ist radiärsymmetrisch und fünfzählig mit doppelter Blütenhülle. Die Kelchblätter sind 3 bis 7 Millimeter lang. Die fünf weißen, zweigeteilten Kronblätter sind nur wenig länger als die Kelchblätter. Es sind zwei Kreise mit je fünf Staubblättern und fünf Griffel vorhanden. Alle Pflanzenteile sind bis zu den Kelchblättern steif behaart.
Die stark gebogene „zehnkronige“ Kapselfrucht ist bei einer Länge von bis zu 12 Millimetern zylindrisch. Die rot-braunen Samen sind bei einer Länge von 0,4 bis 0,5 Millimetern meist austernförmig.

## Ökologie des Gewöhnlichen Hornkrauts (Cerastium fontanumsubsp.vulgare)
Das Gewöhnliche Hornkraut ist meist ein Chamaephyt.
Die Bestäuber sind meist nur Fliegen. Die Blütezeit erstreckt sich von März bis Oktober. Die Blütenstiele sind nach der Blüte  herabgebogen, als Fruchtstiele stehen sie aber wieder aufrecht.
Das Gewöhnliche Hornkraut ist ein Wind- und Tierstreuer.

## Unterschiede zu den anderen Unterarten
Bei Cerastium fontanum subsp. lucorum sind die Kelchblätter 6 bis 9 Millimeter lang und die Kapselfrucht ist 12 bis 18 Millimeter lang. Alle Pflanzenteile sind dicht drüsig behaart.
Bei Cerastium fontanum subsp. fontanum sind die Kelchblätter ebenfalls 6 bis 9 Millimeter lang und die Kapselfrucht ist 12 bis 18 Millimeter lang. Alle Pflanzenteile sind dicht behaart, aber drüsenlos oder wenigdrüsig.

## Systematik
Die Erstbeschreibung von Cerastium fontanum erfolgte 1816 durch Johann Christian Gottlob Baumgarten in Enumeratio Stirpium Magno Transsilvaniae, Band 1, Seite 425.
Von der Art Cerastium fontanum gibt es je nach Autor einige Unterarten (Auswahl):
- Quellen-Hornkraut (Cerastium fontanum Baumg. subsp. fontanum, Syn.: Cerastium caespitosum subsp. fontanum (Baumg.) Schinz & R.Keller, Cerastium vulgatum subsp. fontanum (Baumg.) Simonk., Cerastium lucorum Schur, Cerastium vulgatum subsp. macrocarpum Kotula, Cerastium lucorum subsp. macrocarpum (Kotula) M.Laínz, Cerastium caespitosum subsp. alpestre (Fr.) Lindm., Cerastium vulgatum subsp. alpinum (Mert. & W.D.J.Koch) Hartm., Cerastium longirostre Wich., Cerastium vulgatum subsp. macrocarpum Nyman, Cerastium macrocarpum Schur nom. illeg. non Cerastium macrocarpum Ledeb., Cerastium fontanum subsp. macrocarpum (Kotula) Jalas, Cerastium fontanum subsp. alpicum Gartner, Cerastium fontanum subsp. alpestre (Hegetschw.) Janch., Cerastium fontanum subsp. alpinum (Mert. & W.D.J.Koch) Janch.): Es kommt in den Alpen in Höhenlagen von 1400 bis 2500 Metern vor. Die Chromosomenzahl beträgt 2n = 144.[2] Die ökologischen Zeigerwerte nach Landolt et al. 2010 sind in der Schweiz für diese Unterart: Feuchtezahl F = 3 (mäßig feucht), Lichtzahl L = 4 (hell), Reaktionszahl R = 2 (sauer), Temperaturzahl T = 1+ (unter-alpin, supra-subalpin und ober-subalpin), Nährstoffzahl N = 4 (nährstoffreich), Kontinentalitätszahl K = 3 (subozeanisch bis subkontinental).[3]
- Großfrüchtiges Hornkraut (Cerastium fontanum subsp. lucorum (Schur) Soó, Syn.: Cerastium lucorum (Schur) Möschl, Syn.: Cerasium macrocarpum auct.): Es kommt an Bachufern, in halbschattigen Erlen-Auen- und Bruchwäldern vor. Es hat die Chromosomenzahl 2n = 144.[2] In den Allgäuer Alpen steigt es in Bayern zwischen Spielmannsau und Sperrbachtobel bis zu einer Höhenlage von etwa 1200 Metern auf.[4] Die ökologischen Zeigerwerte nach Landolt et al. 2010 sind in der Schweiz für diese Unterart: Feuchtezahl F = 4w (sehr feucht aber mäßig wechselnd), Lichtzahl L = 3 (halbschattig), Reaktionszahl R = 4 (neutral bis basisch), Temperaturzahl T = 3+ (unter-montan und ober-kollin), Nährstoffzahl N = 4 (nährstoffreich), Kontinentalitätszahl K = 3 (subozeanisch bis subkontinental).[3]
- Cerastium fontanum subsp. scoticum Jalas & P.D.Sell, Syn.: Cerastium triviale subsp. alpinum Mert. & W.D.J.Koch: Sie kommt nur im Vereinigten Königreich vor.[5]
- Gewöhnliches Hornkraut (Cerastium fontanum subsp. vulgare (Hartm.) Greuter & Burdet, Syn.:  Cerastium viscosum L., Cerastium vulgatum L., Cerastium vulgare Hartm., Cerastium triviale Link, Cerastium caespitosum Asch., Cerastium fontanum subsp. triviale (Spenn.) Jalas, Cerastium holosteoides Fr., Cerastium holosteoides var. vulgare (Hartm.) Hyl.): Die Chromosomenzahl beträgt 2n = 126 oder 144.[2][6] Es gedeiht vom Flachland bis ins Gebirge, meist an sonnigen bis halbschattigen, feuchten Standorten. In den Allgäuer Alpen steigt es in Gipfelnähe des Kastenkopfs in Bayern bis zu einer Höhenlage von etwa 2100 Metern auf.[4] Das Gewöhnliche Hornkraut ist weltweit verbreitet.[2] Man trifft es auf fetten (lehmigen) Wiesen, in lichten Wäldern, an Waldrändern und auf Brachflächen. In Mitteleuropa ist es eine Charakterart der Klasse Molinio-Arrhenatheretea, die vor allem in Arrhenatheretalia-Gesellschaften vorkommt. Die ökologischen Zeigerwerte nach Landolt et al. 2010 sind in der Schweiz für diese Unterart: Feuchtezahl F = 3 (mäßig feucht), Lichtzahl L = 4 (hell), Reaktionszahl R = 3 (schwach sauer bis neutral), Temperaturzahl T = 3+ (unter-montan und ober-kollin), Nährstoffzahl N = 4 (nährstoffreich), Kontinentalitätszahl K = 3 (subozeanisch bis subkontinental), Salztoleranz = 1 (tolerant).[3] Entsprechend den ökologischen Zeigerwerte nach Ellenberg weist sie auf gleichmäßig mittelfeuchte, mäßig stickstoffreiche Böden hin. Sie ist in der Lage, leicht salzhaltige Böden mit einem Chloridgehalt von unter 0,1 % zu tolerieren. Das Gewöhnliche Hornkraut „verfolgt die Strategie“, sich als Pionierpflanze auf Brachflächen anzusiedeln.[7]

## Quellen und weiterführende Informationen